# 파남비

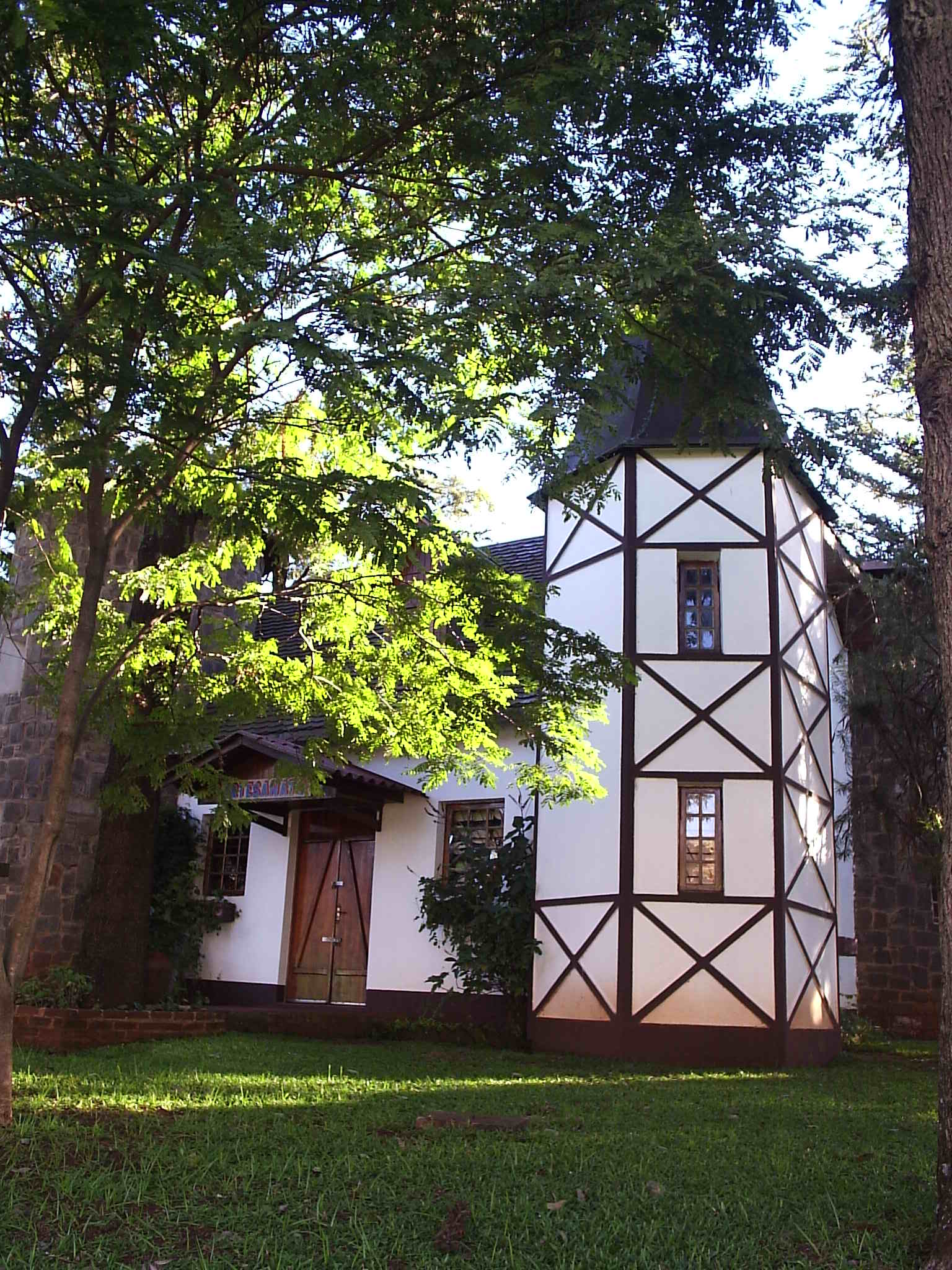

파남비(Panambi)는 히우그란지두술 주에 위치한 도시이다.